# バックグラインド
バックグラインドとは、集積回路（IC）の積み重ねや高密度にパッケージができるようにウェハーを薄くする半導体デバイス製造の工程のこと。
ICは多くのプロセスを経て半導体ウェハー上に作られる。
現在主に使われているシリコンウェハーの直径は200mmと300mm、厚さはおよそ750μmである。
厚みは、最低限の機械的安定性を保証するため、また高温処理でのウェハーの反りを避けるために必要である。
スマートカード、USBメモリスティック、スマートフォン、携帯音楽プレイヤーや超小型電気製品は、様々な構成部品のサイズを最小化する必要がある。
そのためウェハーの裏面はウェハーダイシング（個々のマイクロチップの分離）の前にグラインドされる。
75μmから50μmに薄くされたウェハーが一般的に用いられる。

グラインドの前にUV硬化の接着剤で貼り付けたテープで保護することで、バックグラインド中のダメージからウェハー表面を守り、またグラインド液や破片の混入によるウェハー表面汚染を防ぐ。
 
またプロセス中はウェハーを脱イオン水で洗浄し、汚染を防ぐ。

このプロセスは「backlap」、「backfinish」、または「wafer thinning」とも呼ばれる。